# Maya Lin
Maya Ying Lin (林瓔), née le 5 octobre 1959 à Athens, est une artiste et architecte américaine connue pour son travail en sculpture et en landscape art. Ses ouvrages les plus connus sont le Vietnam Veterans Memorial de Washington et le Civil Rights Memorial de Montgomery.

## Biographie
Américaine d'origine chinoise, Maya Lin est née le 5 octobre 1959 à Athens dans l'Ohio. Son père, Henri Huan Lin, est un céramiste et ancien doyen du "College of Fine Arts" de l'université de l'Ohio. Elle est la nièce de Lin Huiyin, réputée comme la première architecte femme en Chine.
Lin a étudié à l'université Yale où elle a obtenu un Bachelor of Arts en 1981 et une maîtrise en diplôme d'architecture en 1986. Elle a également reçue des doctorats honorifiques de l'université Yale, de l'université Harvard, du Williams College et du Smith College.
En 1981, à 21 ans, elle remporte le concours pour le Vietnam Veterans Memorial parmi plus de 1 400 autres projets concurrents.
En 2003, elle est dans le jury choisissant le projet pour le Mémorial du World Trade Center.
Elle est mariée à Daniel Wolf.

## Postérité et distinctions
Depuis 2005, elle est membre de l'American Academy of Arts and Letters et est inscrite au National Women's Hall of Fame. Le 22 novembre 2016, Barack Obama lui décerne la médaille présidentielle de la Liberté.
L'astéroïde (217366) Mayalin est nommé en son honneur.

## Travaux notables

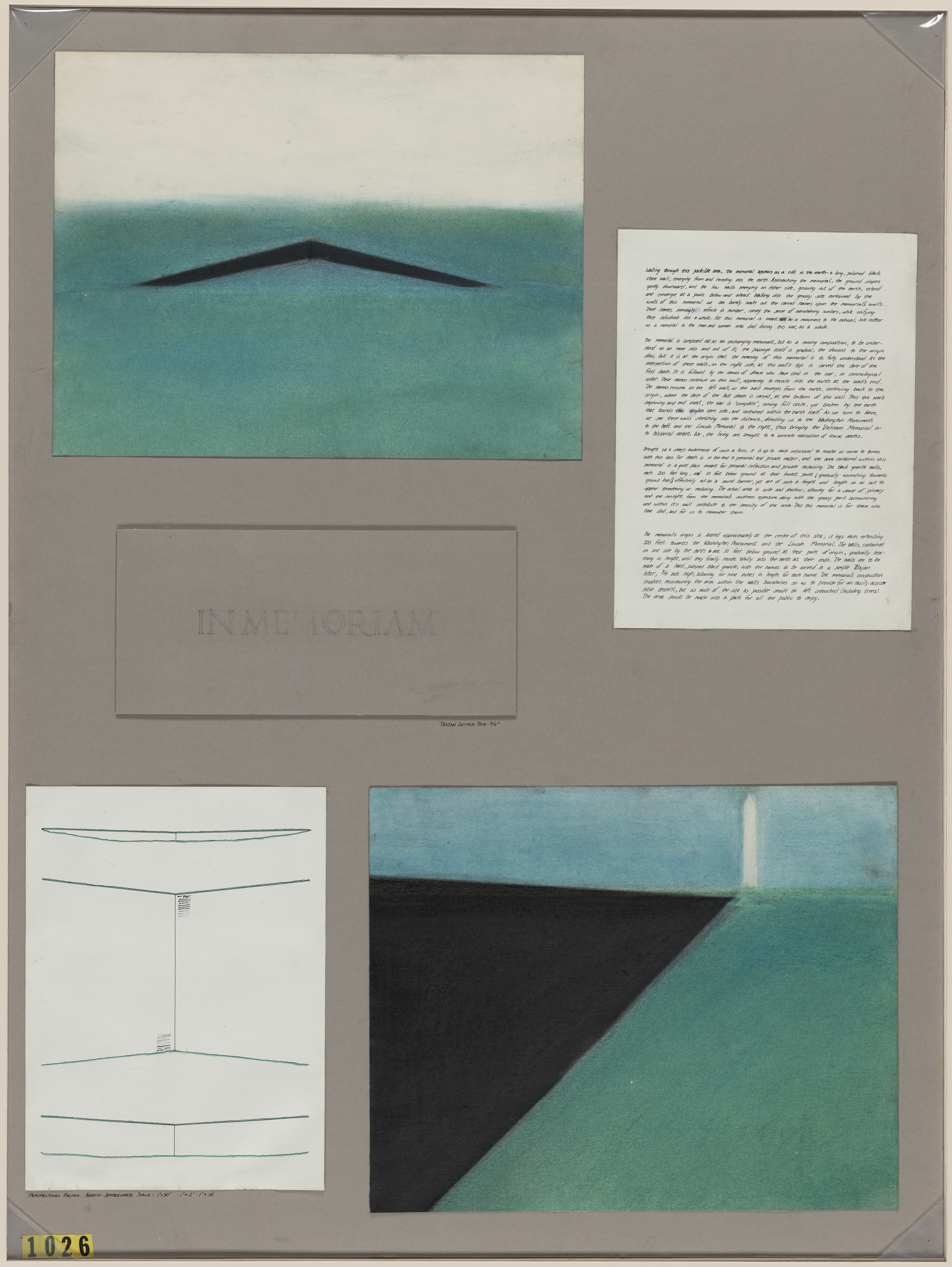
Description du projet de Maya Lin pour le Vietnam Veterans Memorial.

- Vietnam Veterans Memorial (1980–1982), Washington ;
- Civil Rights Memorial (1988–1989), Montgomery ;
- Museum for African Art (1992–1993), Queens ;
- Langston Hughes Library (1999), Clinton ;
- Divers travaux pour le Confluence Project (années 2000-2010).

## Ouvrages
Livres
- Maya Lin, Maya Lin: Topologies (Artist and the community), 1998  (ISBN 1-888826-05-3)
- Maya Lin, Maya Lin: [American Academy in Rome, 10 dicembre 1998-21 febbraio 1999], 1998  (ISBN 88-435-6832-9)
- Maya Lin, Timetable: Maya Lin, 2000  (ISBN 0-937031-19-4)
- Maya Lin, Boundaries, 2000  (ISBN 0-684-83417-0)
- Tom Lashnits, Maya Lin, Chelsea House Publishers, 128 pages, 2007  (ISBN 978-0791092682)

### Filmographie
- Maya Lin: a Strong Clear Vision (1994) de Freida Lee Mock, Oscar du meilleur film documentaire en 1995.